# Клабуков Дмитро Васильович
Дмитро Васильович Клабуков (рос. Дмитрий Васильевич Клабуков; нар. 14 січня 1980, Іжевськ, СРСР) — російський та білоруський футболіст, захисник.

## Життєпис
На дорослому рівні розпочав виступати в 16-річному віці в складі іжевського «Зеніту» в другому дивізіоні. У 1998 році виступав за КАМАЗ, з цією командою вилетів з першого дивізіону в другій.
На початку 1999 року перейшов у «Шинник». Дебютний матч у вищому дивізіоні зіграв 13 червня 1999 проти «Жемчужини». Усього в складі «Шинника» зіграв 4 матчі у вищому дивізіоні. Влітку 1999 року покинув команду і перейшов в астраханський «Волгар-Газпром», де виступав протягом року, і восени 2000 року ненадовго повернувся в «Шинник». У 2001 році зіграв два матчі і забив один м'яч у складі дубля петербурзького «Зеніту».
У 2001 році виступав за молодіжну збірну Росії, в тому числі грав у товариському матчі проти Франції.
З 2001 року виступав у закордонних клубах. У 2001 році зіграв 13 матчів і забив 1 м'яч у чемпіонаті Білорусі в складі мінського «Торпедо-МАЗ». Єдиним голом відзначився 14 червня 2001 року із пенальті в ворота могильовського «Дніпра» (1:3). У березні-квітні 2002 року грав на правах оренди за харківський «Металіст» у вищій лізі України, дебютував 16 березня 2002 року в грі проти «Поліграфтехніки», а всього провів три матчі.
Починаючи з сезону 2002/03 років виступав у чемпіонаті Польщі за «Заглемб'є» з Любіна, спочатку на правах оренди, а 30 грудня його контракт був викуплений (підписано повноцінний договір на 3,5 роки). Дебютний матч у вищому дивізіоні зіграв 27 жовтня 2002 проти «Щаковянки». Всього в чемпіонаті Польщі зіграв 10 матчів і відзначився 2-ма голи, а його команда не змогла втриматися на найвищому рівні. У сезоні 2003/04 зіграв 6 матчів у першому дивізіоні, а команда завоювала право на підвищення в класі. Восени 2004 року виступав тільки за дубль і в листопаді того ж року залишив команду.
У 24-річному віці завершив професійну кар'єру. Подальша доля невідома.